# Serie 453 de Renfe
La serie 453 de Renfe es una serie conformada por 79 trenes eléctricos de cercanías que entrarán en servicio a partir de 2025. Son composiciones de dos pisos, cuya principal ventaja será su gran capacidad de pasajeros. Irán las 79 unidades a Cercanías Madrid para sustituir y completar a las series más antiguas, como las 446 y especialmente a las 450.La serie se divide en dos subseries, una con 4 coches y otra con 8 coches, y podrá circular a una velocidad máxima de 140 km/h por líneas electrificadas a 3 kVcc.Su construcción fue adjudicada en 2021 a Stadler Rail Valencia.Es una serie prima de la futura serie 452.

## Historia
La última adquisición de trenes por parte de Renfe para Cercanías se había producido en 2008, con la entrada en funcionamiento de dichos trenes (Civia V) en 2009.La crisis de 2008 y los recortes presupuestarios posteriores impidieron la compra de nuevas unidades para los servicios de Cercanías, que vieron mermada su operabilidad y margen de expansión. El ministro Íñigo de la Serna en 2017 adelantó la intención de Renfe de licitar macrocontratos de compra de trenes, incluidos nuevas unidades para sustituir a las que llevaban circulando por las Cercanías españolas desde los 1980.
Fue en marzo de 2019, ya bajo la supervisión de José Luís Ábalos, cuando finalmente se lanzó la ambiciosa licitación para Cercanías. En total Renfe sacó a licitación la compra de 211 trenes por 3.300 millones de euros con impuestos. Hay que mencionar que la licitación consistió en dos lotes. Uno de ellos era de 152 trenes y otro de 59 trenes, con la posibilidad de sumar 96 y 24 trenes más respectivamente en un futuro.También se incluía el mantenimiento de varias de estas unidades por 15 años.
La adjudicación de ambos lotes se alargó hasta marzo de 2021.El mayor lote fue a parar a Alstom (152 trenes) y el menor a Stadler Rail (59), por un total de 2.491 millones de euros.Sería de este contrato menor, de 999 millones de euros,del que surgiría la serie 453 de Cercanías. La adjudicación también incluía el mantenimiento de algunas unidades durante 15 años a cargo de la empresa Erion (que pertenece  en un 51% a Stadler y en un 49% a Renfe Mantenimiento).El contrato grande daría lugar a la serie 452.
El 15 de julio de 2021 se formalizó el contrato entre Renfe y Stalder Rail Valencia. Posteriormente, en diciembre de 2022 Renfe compró 20 trenes adicionales por 307,7 millones. Finalmente, la serie 453 de Renfe estará formada por 79 unidades, de las cuales 55 son de 200 metros y las 24 restantes de 100 metros.
Los trenes se fabrican en las instalaciones de la empresa ubicada en Albuixech (Valencia).En 2024 dos primeras unidades comenzaron las pruebas de validación. Una vez superado este proceso Stadler Rail Valencia comenzará a fabricar en serie el resto de trenes. Se entregarán dos unidades cada mes.
En enero de 2025 se dio a conocer que la S-453 irá destinará a la Comunidad de Madrid y a su núcleo de Cercanías. Inicialmente la serie se iba a repartir entre el servicio madrileño y el catalán (Rodalies), aunque se descartó este último destino puesto que la red catalana no tiene adaptado los talleres para los S-453 de 200 metros. Como compensación Renfe acordó con la Generalidad enviar a 72 de los 201 trenes de la serie 452 a Rodalies. 

## Características
Los automotores de esta serie estarán compuestos por dos tipos de coche: por un lado, coches motores de una planta de la familia FLIRT, plenamente accesibles con piso bajo continuo, y por otro, coches remolque de dos plantas de la familia KISS, de mayor capacidad. La combinación de estos dos tipos de coche permitirá crear distintas configuraciones. Según Stadler, las que operarán habitualmente serán la T100, de 4 coches (Mc-R-R-Mc), y la T200, de 8 (Mc-R-R-M-M-R-R-Mc).
Todos los trenes son plenamente accesibles en los coches de piso único, en los cuales se reservan zonas para carritos de bebé, bicicletas y sillas de ruedas. Además, disponen de wifi y enchufes USB en todos los asientos y de un sistema de videovigilancia por CCTV en todos sus coches.